# Daniel Tshilanda
Daniel Mpoyi Tshilanda Kabongo (27 april 2006) is een Belgisch voetballer die onder contract ligt bij Union Sint-Gillis.

## Clubcarrière
Tshilanda stroomde in het seizoen 2023/24 door van de jeugdopleiding van Union Sint-Gillis naar het beloftenelftal van de club in de Tweede afdeling. Kort voor de competitiestart ondertekende Tshilanda zijn eerste profcontract bij Union, dat hem tot medio 2024 aan de club verbond. In januari 2024 was hij een van de vier spelers van dat beloftenelftal die met de A-kern op winterstage naar Spanje mochten.
Op 14 maart 2024 zat Tshilanda voor het eerst in de wedstrijdselectie voor een officiële wedstrijd van het eerste elftal, mede door de schorsing van Christian Burgess en de blessure van Kevin Mac Allister. Trainer Alexander Blessin liet Tshilanda in de 0-1-zege tegen Fenerbahçe SK, die weliswaar niet genoeg was voor kwalificatie voor de kwartfinale van de Conference League, een minuut voor tijd invallen.

## Clubstatistieken
| Seizoen         | Club                  | Land            | Competitie      | Competitie | Competitie | Beker | Beker | Supercup | Supercup | Europees | Europees | Totaal | Totaal |
| Seizoen         | Club                  | Land            | Competitie      | Wed.       | Dlp.       | Wed.  | Dlp.  | Wed.     | Dlp.     | Wed.     | Dlp.     | Wed.   | Dlp.   |
| --------------- | --------------------- | --------------- | --------------- | ---------- | ---------- | ----- | ----- | -------- | -------- | -------- | -------- | ------ | ------ |
| 2023/24         | Union Sint-Gillis U23 | Vlag van België | Tweede afdeling | 22         | 0          | —     | —     | —        | —        | —        | —        | 22     | 0      |
| 2023/24         | Union Sint-Gillis     | Vlag van België | Eerste klasse A | 0          | 0          | 0     | 0     | —        | —        | 1        | 0        | 1      | 0      |
| Carrière totaal | Carrière totaal       | Carrière totaal | Carrière totaal | 22         | 0          | 0     | 0     | 0        | 0        | 1        | 0        | 23     | 0      |

Bijgewerkt op 15 maart 2024.